# Beatrice Masini
Beatrice Masini (ur. 1 kwietnia 1962 w Mediolanie) – włoska pisarka i tłumaczka.

## Życiorys
Beatrice Masini ukończyła filologię klasyczną. Pracowała m.in. jako redaktorka, dziennikarka (dla włoskich pism Il Giornale i La Voce), tłumaczka (przetłumaczyła na język włoski pięć ostatnich tomów cyklu o Harrym Potterze J.K. Rowling). Jest autorką kilkudziesięciu książek dla dzieci, od ilustrowanych książeczek dla najmłodszych do powieści dla nastolatków. Sukces odniosła książką Casa di bambole non si tocca, opublikowaną przez wydawnictwo Salani w roku 1998. Od tamtego czasu zdobyła m.in. nagrody Premio Castello di Sanguinetto, Premio Pippi, Premio Elsa Morante Ragazzi oraz Premio Andersen - Il mondo dell'infanzia. Jej książki zostały przetłumaczone na wiele języków.
Mieszka w Mediolanie; ma dwoje dzieci o imionach Tommaso i Emma.

## Książki po polsku
Cykl Różowe baletki (według dat wydania oryginalnego):
1. Tanecznym krokiem (2005)
2. Co za charakter (2005)
3. Dawni i nowi przyjaciele (2005)
4. Na puenty (2005)
5. Szkoła w Londynie (2006)
6. O jeden strój za dużo (2006)
7. Kto zatańczy z gwiazdami (2006)
8. Przeplatanka (2007)
9. Taniec latem (2007)
10. W duecie (2007)
11. Nieustraszona Izabela (2010)